# Jiutepec
Jiutepec ist eine Großstadt im mexikanischen Bundesstaat Morelos mit gut 160.000 Einwohnern. Der Name ist eine abgewandelte Form des alten indigenen Namens der Stadt, Xiutepetl. Jiutepec ist Verwaltungssitz des gleichnamigen Municipio Jiutepec.